# Festival Normandie impressionniste
Le festival Normandie impressionniste est un festival artistique pluridisciplinaire sur le thème de l'impressionnisme. Il se déroule durant le printemps et l'été en Normandie. Débuté en 2010, le festival a lieu tous les trois ou quatre ans.

## Description
Le festival Normandie impressionniste est une manifestation artistique centrée sur le thème de l'impressionnisme,,,. Son objectif est de mettre en valeur ce courant esthétique à travers toutes ses formes : peinture, art contemporain, musique, cinéma, théâtre, danse, photographie, vidéo et la littérature. En plus des animations culturelles classiques comme des expositions ou des cycles de conférences, les organisateurs mettent en place des activités plus orientées vers le divertissement et à destination du grand public, comme des spectacles son et lumière, des déjeuners sur l’herbe (en référence au tableau de Manet) ou des guinguettes.
Le festival est organisé par la Communauté d'agglomération rouennaise et l'association Normandie impressionniste, qui deviendra un groupement d'intérêt public, présidée par Pierre Bergé. Il se déroule sur l'ensemble du territoire normand.
La première édition du festival Normandie impressionniste a lieu en 2010. Les éditions suivantes se déroulent en 2013, 2016 et 2020.

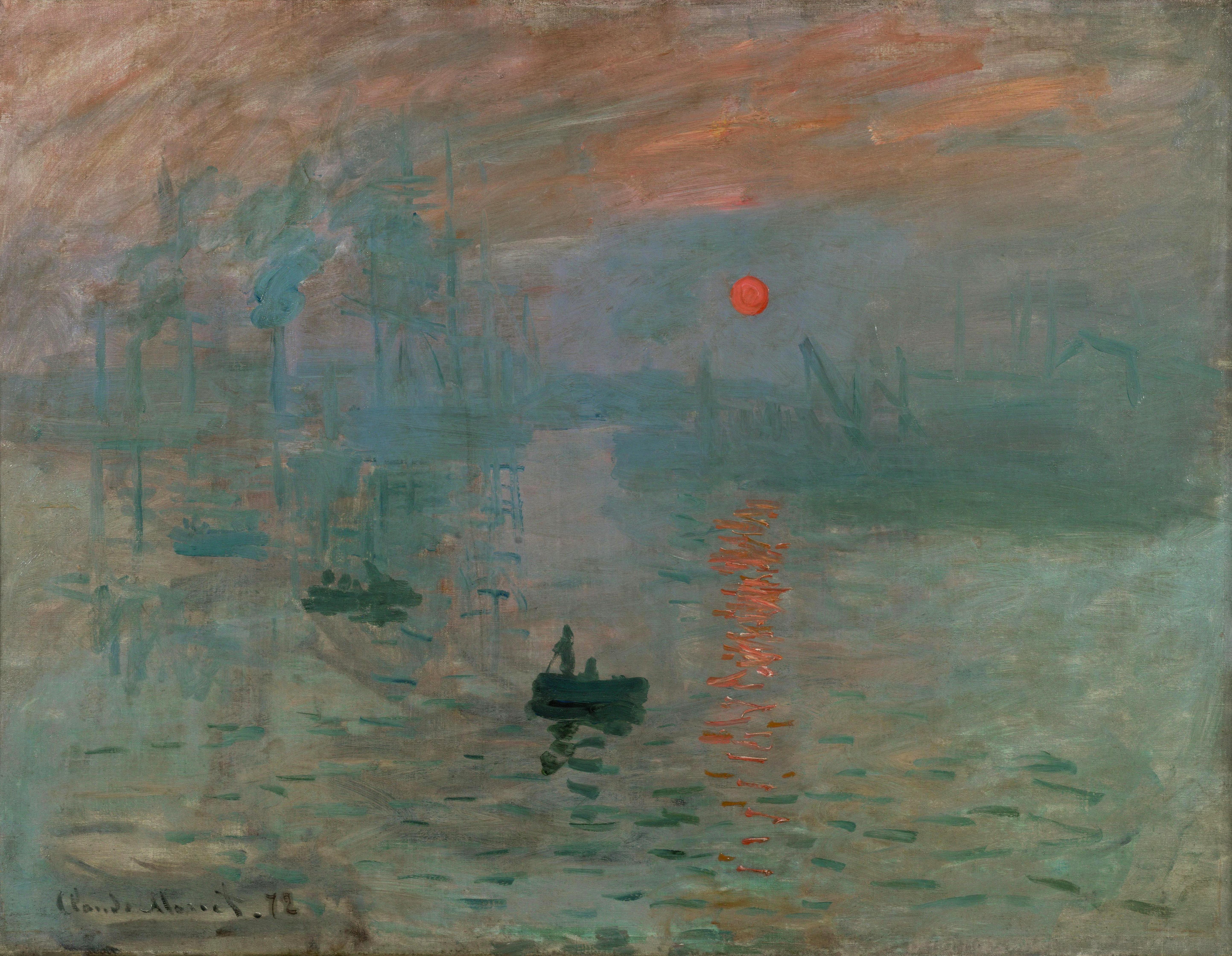
Claude Monet, Impression, Soleil levant (1874).

## Édition 2010

### Présentation
La première édition du festival s'est tenue du mois de juin au mois de septembre 2010. Sous le commissariat de Jacques-Sylvain Klein, de nombreuses manifestations ont rassemblé près d'un million de visiteurs.

### Exemples de manifestations proposées
- Exposition « Une ville pour l’impressionnisme, Monet, Pissarro, Gauguin à Rouen » au Musée des beaux-arts de Rouen (ensemble d’œuvres en provenance de collections publiques et privées du monde entier, dont plusieurs pièces maîtresses encore jamais montrées en France)
- Rouen impressionnée : installations de l'artiste belge Arne Quinze sur le pont Boieldieu[6] et de l'artiste japonaise Shigeko Hirakawa dans le jardin des plantes à Rouen.
- Exposition « Impressionnistes et Photographes : Regards croisés » aux Archives départementales de la Seine-Maritime à Rouen
- Concerts autour de Debussy, Ravel, Satie…
- Exposition « Dans un jardin », Fonds régional d'art contemporain Haute-Normandie (photographies de Henri Cartier-Bresson, Bernard Plossu, Claude Batho, Bernard Faucon, Rémy Marlot, Florence Chevallier, Douglas Gordon, Axel Hütte, Jürgen Nefzger…)
- Exposition « Blanche Hoschedé-Monet », Musée de Louviers
- Prestation théâtrale « La Révolution des cathédrales » de la Compagnie Nicollet dans différents lieux.
- Exposition « L'Impressionnisme au fil de la Seine » et exposition de photographies de Olivier Mériel, musée des impressionnismes de Giverny
- Exposition « L'estampe impressionniste, trésors de la BNF », musée des beaux arts de Caen
- Exposition « Honfleur entre tradition et modernité 1820-1900 », musée de Honfleur (Jongkind et Boudin)
- Exposition « Degas inédit - Les Degas de la fondation Senn », musée d'art moderne André-Malraux du Havre
- D'autres expositions au château d'Etelan (« Les petits maîtres » de l'École de Rouen), au musée Thomas-Henry de Cherbourg (Millet), au Château-musée de Dieppe (Renoir et Pissarro), au musée de Saint-Lô (Corot), au musée de Lisieux (Riesener) et le Fonds « Peindre en Normandie » exposera une sélection de ses œuvres à Honfleur et Grand Quevilly.
- Les Nuits impressionnistes (illuminations de la façade du musée des beaux-arts de Rouen).
- Expositions du photographe Maxence Rifflet à Rouen et à Cherbourg
- Exposition « Dans le sillage de l'impressionnisme de Fernand Bignon », Musée de Trouville - Villa Montebello, Trouville-sur-Mer
- Exposition « La Seine au fil des peintres, de Boudin à Vallotton », Musée Alphonse Georges Poulain, Vernon
- Exposition « Une campagne photographique dans l’Eure au temps de l’impressionnisme », Musée d'Évreux

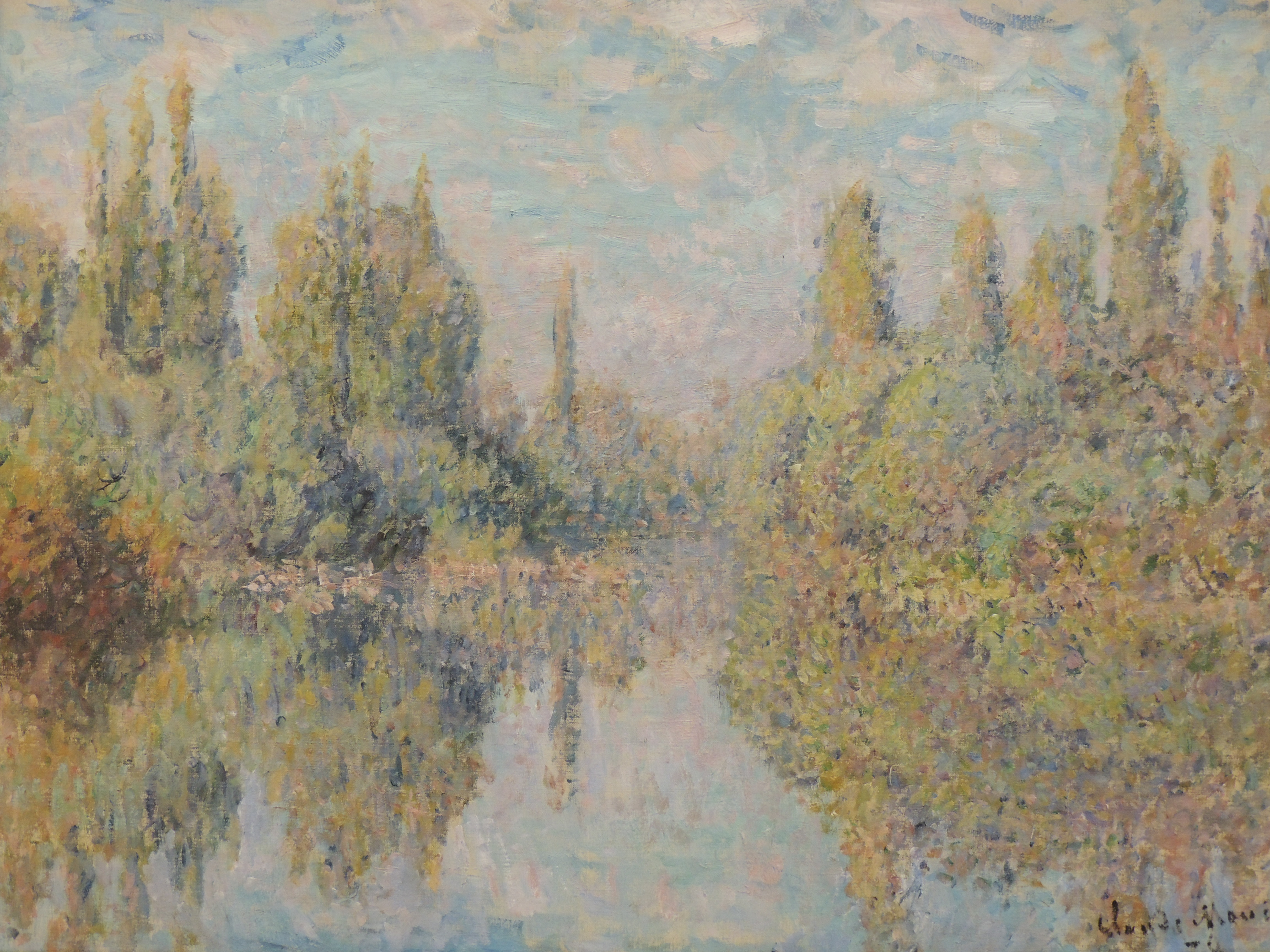
Claude Monet, La Seine à Vétheuil (1878).

## Édition 2013

### Présentation
La seconde édition du festival dure 5 mois et se déroule du 27 avril au 29 septembre 2013,. Le thème retenu est l'eau.
Le commissariat général de l'exposition est tenu par Jérôme Clément, tandis que le conseil scientifique est présidé par Erik Orsenna.
Les organisateurs du festival indiquent que cette édition 2013 a accueilli près de 1,8 million de visiteurs.

### Exemples de manifestations proposées
- Exposition « Éblouissants reflets, 100 chefs-d'œuvre impressionnistes » au musée des beaux-arts de Rouen
- Exposition « Pissarro dans les ports, Rouen, Dieppe, le Havre » au musée d'Art moderne André Malraux au Havre
- Exposition « Un été au bord de l'eau, loisirs et impressionnisme » au musée des beaux-arts de Caen
- Exposition « Signac, les couleurs de l'eau » au musée des impressionnismes Giverny
- Exposition « Hiramatsu, le bassin aux nymphéas. Hommage à Monet » au musée des impressionnismes Giverny
- Exposition « Victor Hugo et la Seine » au musée Victor-Hugo de Villequier
- Exposition « Maurice Denis au fil de l'eau » au musée d'art moderne Richard Anacréon de Granville
- Exposition « Impressions Dior » au musée Christian-Dior de Granville
- Exposition « Bains de mer, excursions, casinos : l'affiche balnéaire à l'époque impressionniste » au manoir du Tourp de Omonville-la-Rogue
- Exposition « Vernon et les bords de Seine au temps des impressionnistes » au musée Alphonse-Georges-Poulain de Vernon
- Exposition « Une même longueur d'onde, Louis Aston Knight - Alain Fleischer » au musée d'Évreux
- Exposition « Au gré des eaux, impressions de Victor et Adolphe Binet, deux frères peintres au temps de l'impressionnisme » au musée Alfred-Canel de Pont-Audemer
- Exposition « L'Eau d'une heure de pluie » au musée des beaux-arts de Bernay
- Exposition « De l'impressionnisme à l'abstraction, une immersion dans la peinture » au musée des beaux-arts de Saint-Lô
- Exposition « Photographier la côte fleurie » au musée de Trouville - Villa Montebello
- Exposition « L'Eau et les Rêves » à l'abbaye de Jumièges
- Exposition «  En couleurs et en lumière : Dans le sillage de l'impressionnisme, la photographie autochrome 1903–1931 » au musée de Normandie à Caen
- Exposition du Photo club rouennais, « Au fil du Robec », rue Eau-de-Robec à Rouen
- Exposition « Impressionnisme au fil de l'eau », une exposition photographique d'Hélène Mauri à l'Espace Mezcla, galerie d'art contemporain à Rouen
- Exposition « L'Impressionnisme par Laurent Havas » à Saint-Philbert-sur-Orne[9]
- 45e Salon de peinture, sculpture et arts appliqués au manoir de Briançon, à Criel-sur-Mer, avec Mary Chaplin comme invitée d'honneur[10].
- Exposition « Gustave Courbet », dans le cadre de la 4e biennale d'art contemporain, organisé par le Forum des Arts 61[11], à Mortagne-au-Perche, au Carré du Perche[12]
- Exposition « L’ARCHE DE MONET» sculpture interactive de l’artiste Milène Guermont à l'hôtel de ville du Havre.

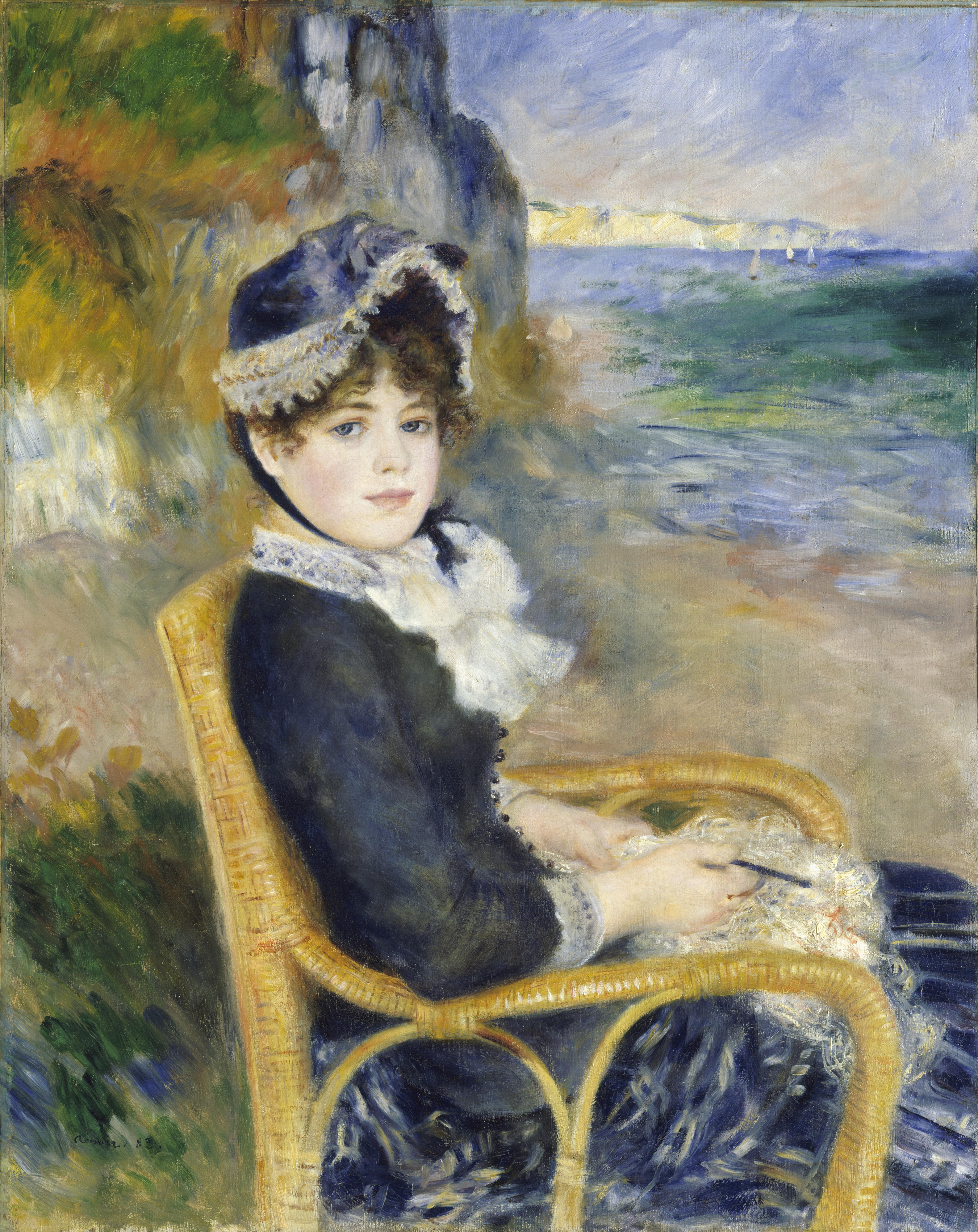
Auguste Renoir, Femme assise au bord de la mer (1883)

## Édition 2016

### Présentation
En 2016 a lieu la troisième édition du festival Normandie impressionniste,. Les manifestations se déroulent du 16 avril au 26 septembre sur le thème du portrait.
Son commissaire d'exposition est Jérôme Clément et son conseil scientifique est présidé par Erik Orsenna.
À l'instar de l'édition 2013, l'édition 2016 accueille environ 1,8 million de personnes.

### Exemples de manifestations proposées
- Exposition « Scènes de la vie impressionniste » au musée des beaux-arts de Rouen
- Exposition « L'Atelier de la lumière, portrait d'Eugène Boudin » au musée d'Art moderne André Malraux au Havre
- Exposition « Frits Thaulow (1847-1906), paysagiste par nature » au musée des beaux-arts de Caen
- Exposition « Gustave Caillebotte, peintre et jardinier » au musée des impressionnismes Giverny
- Exposition « Sorolla et Paris  » au musée des impressionnismes Giverny
- Exposition « Portraits de femmes » au musée Alphonse Georges Poulain de Vernon
- Exposition « Jeanne Forain, portraits d'une époque  » au musée Alfred-Canel de Pont-Audemer
- Exposition « Portraits de lectrices d'Emma Bovary à Marie-Claire » au musée des beaux-arts de Bernay
- Exposition « En/quête d'identité – portrait d'aujourd'hui » à l'abbaye de Jumièges
- Exposition « John Batho Histoire de couleurs » au musée de Normandie à Caen
- Exposition « René Sautin » au musée Nicolas-Poussin aux Andelys
- Exposition « Portraits du monde ouvrier » au musée industriel de la corderie Vallois, à Notre-Dame-de-Bondeville
- Exposition « Les Gens du lin » au château de Martainville, à Martainville-Épreville
- Exposition « Portraits croisés chez les Hugo » au musée Victor-Hugo à Villequier
- Exposition « Être jeune au temps des impressionnistes (1860-1910) » au musée Eugène-Boudin à Honfleur
- Exposition « Monet-Clemenceau, l'horizon infini » - Peintures de Nao Kaneko à l'hôtel de Région à Rouen et au musée Clemenceau à Paris[14]
- Exposition « Trait Portrait » à La Manufacture Bohin à Saint-Sulpice-sur-Risle
- Exposition « William Klein, Figure(s) du siècle » à l'abbaye Saint-Ouen de Rouen
- Concours de peinture et exposition de toiles Le Dimanche des peintres au château de Fontaine-Henry
- Concours international de peinture grand format à Fourges, placé sous l'égide de l'UNESCO[15]

## Édition 2020

### Présentation
Malgré la pandémie Covid-19, la quatrième édition du festival se tient en 2020 mais avec un décalage de trois mois en comparaison du  programme initial,. Le thème choisi est : la couleur au jour le jour.
Après le décès de Pierre Bergé, c'est Selma Toprak, la nouvelle présidente du groupement d'intérêt public Normandie impressionniste, qui dirige l’organisation du festival. Le commissariat général est confié à Philippe Piguet, le conseil scientifique restant présidé par Erik Orsenna.

### Exemples de manifestations proposées
- Exposition « François Depeaux, l’homme aux 600 tableaux » au musée des beaux-arts de Rouen
- Exposition « La vie en couleurs : Antonin Personnaz photographe impressionniste », musée des beaux-arts de Rouen
- Exposition « Plein air – De Corot à Monet » au musée des impressionnismes Giverny
- Exposition « Nuits électriques » au musée d'art moderne André-Malraux
- Exposition « Aurores. Kevin Cadinot » au Fort de Tourneville, Le Havre
- Exposition « Les villes ardentes – Art, travail, révolte, 1870-1914 » au musée des beaux-arts de Caen
- Exposition « Lukas Hoffman – Apparitions » à Le Point du jour (Cherbourg-en-Cotentin)
- Exposition « Gérard Fromanger – Annoncez la couleur ! » au musée des beaux-arts de Caen
- Exposition « Lorenzo Vitturi – Œuvres choisies » au Centre photographique de Rouen
- Exposition « Formes de l’abstraction dans la photographie contemporaine » au Fonds régional d'art contemporain de Normandie-Rouen
- Exposition « Voyages en terre inconnue : Boudin, Renoir, Signac… en Cotentin » au musée Thomas-Henry, Cherbourg-en-Cotentin
- Exposition « Eva Gonzalès – rencontre avec une femme moderne » au Château-Musée de Dieppe
- Exposition « La Lumière du Loup » à l'abbaye de Jumièges
- Exposition  Flora Moscovici – Who said decoration was a bad word ?  au SHED, Maromme
- Exposition « L'invention d'Étretat - Eugène Le Poittevin, un peintre et ses amis à l'aube de l'impressionnisme » à Les Pêcheries, Musée de Fécamp
- Exposition « Dans la peau de Georges Binet » à MuséoSeine à Caudebec-en-Caux

## Édition 2024

### Présentation
La 5e édition du festival s'est déroulée du 22 mars au 22 septembre 2024.
L'édition 2024 accueille environ 2 million de visiteurs.

### Exemples de manifestations proposées
- Exposition James Abbott McNeill Whistler au musée des beaux-arts de Rouen
- Spectacle son et lumière sur la cathédrale de Rouen réalisé par Robert Wilson
- Exposition Impressionism du photographe Jonathan Bertin à l'Abbaye Saint-Ouen de Rouen[20]